# 殷叶子
殷叶子（1991年6月25日—），女，湖北武汉人，演员。参加过红楼梦中人选秀活动，为黛玉组八强选手，后在《新版红楼梦》中出演薛宝琴。

## 概述
殷叶子是武汉歌舞剧院的优秀学生，参加武汉歌舞剧院2005年元旦舞蹈基本功比赛一等奖，参加武汉歌舞剧院2006年元旦零二级舞蹈比赛荣获“十佳”称号，参加武汉歌舞剧院2004-2005年度舞蹈专业优秀生第一名。

## 個人生活
2016年10月5日，殷葉子宣佈與交往8年的建築師男友即將結婚，並晒出兩人的求婚照，但男方的臉未透露，但有網民表示："應該是高個子的大帥哥"。2017年8月1日，殷葉子發布與未婚夫在冰島及希臘的結婚照，許多網友評論："未婚夫長的好帥哦! 這才是名副其實的高富帥吧！"。2018年5月20日，殷葉子與梁嘉俊在莫斯科四季酒店正是結為夫妻，並在7月3日在台灣W酒店舉辦第二場婚禮。殷葉子婚後表示非常幸福並希望盡快懷孕，因為夫妻兩人都特別喜歡小孩。2019年5月20日，殷葉子在結婚周年紀念宣布懷孕三個月。同年8月1日產下兒子，梁祐麒，Max。2021年1月30日宣布產下第二名兒子，梁祐燃，Matthew（Mat）。

## 影视作品

### 电视剧
| 首播年份 | 剧名                   | 角色   | 备注                      |
| 2007年   | 真情人生               | 金灵   | （第15、16集）风雨人生    |
| 2009年   | 一起来看流星雨         | 赵美然 |                           |
| 2010年   | 新版红楼梦             | 薛宝琴 |                           |
| 2011年   | 窈“跳”淑女             | Gloria |                           |
| 2011年   | 中国国防生             | 蒋若琳 |                           |
| 2012年   | 宝贝妈妈宝贝女         | 连慧姗 |                           |
| 2013年   | 云上的诱惑             | 艾珊珊 |                           |
| 2013年   | 棋逢对手               | 田丝丝 |                           |
| 2014年   | 封神英雄榜             | 赫兰   |                           |
| 2015年   | 嘿！真不是闹着玩的     | 刘婉玉 |                           |
| 2015年   | 橙色密码               |        |                           |
| 2015年   | 我的青春不简单         | 苏晓曼 | 原名:远大前程，2011年拍摄 |
| 2016年   | 硝烟散尽               | 小铃铛 | 2012年拍摄                |
| 2018年   | 蜜恋失心               | 白婷   | 网络剧                    |
| 2018年   | 钟馗捉妖记             | 苏子墨 |                           |
| 2020年   | 最初的相遇，最后的别离 | 方楚楚 |                           |
| 2021年   | 全世界都不如你         | 叶芷瑜 | 网络剧                    |
| 2021年   | 你好检察官             | 姚珍   |                           |
| 待上映   | 男人帮·朋友            | 佟心   | 2015年拍摄                |
| 待上映   | 烈火海洋               |        |                           |

### 电影
| 上映年份 | 电影名                  | 角色 | 备注 |
| 2009年   | 唐伯虎点秋香2之四大才子 | 宝香 |      |
| 2014年   | 香气                    |      |      |
| 2015年   | 斗地主                  |      |      |
| 2018年   | 蔚蓝之日(网络电影)      | 琪蔚 |      |
| 2021年   | 封神·画圣归来(网络电影) |      |      |

### 微电影
| 首播年份 | 剧名     | 角色 | 备注 |
| 2014年   | 秦凤奇缘 | 弄玉 |      |

## 广告
- 2008年 海尔最新款电冰箱广告宣传片
- 2008年 台福花生牛奶广告
- 2008年 太阳城伞广告

## 奖项
- 2007年 《红楼梦中人》黛玉组全国八强 最佳上镜奖
- 2007年 中国绿色宝贝奖